# Вязовский сельсовет (Курская область)
Вязовский сельсовет — сельское поселение в Щигровском районе Курской области. 
Сельское поселение включает в себя  один населённый пункт — село Вязовое.

## География
Село Вязовое расположено по берегам одного из притоков реки Щигор Вязовая плота.
В старину называлось Большие Щигры

## История
Вязовский сельсовет образован 11 декабря 1967 года. Первоначально в его состав вошли село Вязовое и деревня Старая Гать Вышнеольховатского сельсовета.
В декабре 1975 года деревня Старая Гать была включена в состав города Щигры.
Вязовский сельсовет получил статус сельского поселения в соответствии с законом Курской области №48-ЗКО «О муниципальных образованиях Курской области» от 14 октября 2004 года. 

## Транспорт
Село Вязовое связано с городом Щигры автомобильной дорогой с твёрдым покрытием.

## Население
| 2002 | 2010 | 2012 | 2013 | 2014 | 2015 | 2016 |
| ---- | ---- | ---- | ---- | ---- | ---- | ---- |
| 261  | ↘191 | ↘187 | ↘169 | ↘161 | ↘149 | ↘140 |
| 2017 | 2018 | 2019 | 2020 | 2021 |      |      |
| ↗144 | ↘143 | ↘141 | ↘127 | ↘62  |      |      |

## Состав сельского поселения
| № | Населённый пункт | Тип населённого пункта       | Население |
| - | ---------------- | ---------------------------- | --------- |
| 1 | Вязовое          | село, административный центр | ↘62       |